# 中国共産党遼寧省委員会
中国共産党遼寧省委員会（ちゅうごくきょうさんとうりょうねいしょういいんかい）は中国共産党に所在する遼寧省を運営する組織である。
中国共産党遼寧省委員は中国共産党遼寧省大会という選挙によって選出される。大会が開催されていない期間は、中国共産党中央委員会の指示を遼寧省で実行し、遼寧省の行動を指導し、中国共産党中央委員会に定期的に報告する。

## 沿革
1954年8月、中国共産党遼寧省工作委員会に建立。

## 職責
『中国共産党地方委員会工作条例』によると、中国共産党地方委員会は主に政治、思想と組織指導を実行し、以下の職能を担う。
1. 地域の主要な問題についての意思決定を行う。
2. 法的手続きを通じて、党組織の主張を地方の規制、地方政府の規則又はその他の政令にする。
3. 地域の思想文化宣伝工作に対する指導を強化し、イデオロギー工作の指導権、発言権をしっかりと掌握する。
4. 幹部管理権限に従い幹部を任免し、管理し、地方国家機関、政協組織、人民団体、国有企業事業単位等に重要幹部を推薦する。
5. 人民代表大会、政府、政治協商会議、裁判所、検察院、人民団体などが法により規約に基づき独立して責任を負い、協調一致して業務を展開することを支持・保証し、これらの組織における党グループの指導の核心的役割を発揮する。
6. 地域の群団活動と統一戦線活動に対する指導を強化する。
7. 所属する党組織と広範な党員を動員、組織し、大衆を団結させて党の目標任務を実現する。

## 構成機関
『遼寧省機構改革方案』によると、中国共産党遼寧省委員会には15の工作機関が設置され、工作機関が管理する機関（副庁級）が1つある。中国共産党遼寧省委員会は以下の機構を設置している。
- 中国共産党遼寧省委員会弁公庁

### スキル部門
- 中国共産党遼寧省委員会組織部
- 中国共産党遼寧省委員会宣伝部
- 中国共産党遼寧省委員会統一戦線工作部
- 中国共産党遼寧省委員会政法委員会

### 仕事部門
- 中国共産党遼寧省委員会組織部政策研究室
- 中国共産党遼寧省委員会組織部国家安全委員会弁公室
- 中国共産党遼寧省委員会網絡安全・情報化委員会弁公室
- 中国共産党遼寧省委員会財経委員会弁公室
- 中国共産党遼寧省委員会機構編成委員会弁公室
- 中国共産党遼寧省委員会軍民融合発展委員会弁公室
- 中国共産党遼寧省委員会台港澳工作弁公室
- 中国共産党遼寧省委員会巡回指導者小組弁公室
- 中国共産党遼寧省委員会老幹部局

### 派遣機関
- 中国共産党遼寧省委員会直属機関工作委員会

### 直属事業単位
- 中国共産党遼寧省委員会党校
- 遼寧社会主義学院
- 『遼寧日報（中国語版）』社
- 中国共産党遼寧省委員会党史研究院
- 遼寧省公文書館

### 作業組織が管理する機関
- 中国共産党遼寧省委員会機密局（省委員会弁公庁が管理する）

## 歴代の書記
| 肖像 | 氏名   | 就任             | 退任           | 注         |
| ---- | ------ | ---------------- | -------------- | ---------- |
|      | 黄欧東 | 1954年8月1日     | 1959年9月      | [ 1 ]      |
|      | 黄火青 | 1959年9月        | 1971年1月      | [ 1 ]      |
|      | 陳錫聯 | 1971年1月        | 1973年12月     | [ 1 ]      |
|      | 曽紹山 | 1975年9月        | 1978年9月      | [ 1 ]      |
|      | 任仲夷 | 1978年9月        | 1980年11月     | [ 要出典 ] |
|      | 郭峰   | 1980年11月       | 1985年6月      | [ 要出典 ] |
|      | 李貴鮮 | 1985年6月        | 1986年4月      | [ 要出典 ] |
|      | 全樹仁 | 1986年4月        | 1993年10月     | [ 要出典 ] |
|      | 顧金池 | 1993年10月       | 1997年8月      | [ 要出典 ] |
|      | 聞世震 | 1997年8月        | 2004年12月13日 | [ 2 ]      |
|      | 李克強 | 2004年12月13日   | 2007年10月29日 | [ 3 ]      |
|      | 張文岳 | 2007年10月29日   | 2009年10月30日 | [ 4 ]      |
|      | 王珉   | 2009年10月30日   | 2015年5月4日   | [ 5 ]      |
|      | 李希   | 2015年5月4日     | 2017年10月28日 | [ 6 ]      |
|      | 陳求発 | 2017年10月28日   | 2020年9月1日   | [ 7 ]      |
|      | 張国清 | 2020年9月1日     | 2022年11月28日 | [ 8 ]      |
|      | 郝鵬   | 28 November 2022 |                | [ 9 ]      |

## 歴代の構成員
第十一期省委（2011年10月13日-2016年12月23日）
- 書記：王珉（-2015年5月）、李希（2015年5月-）
- 副書記：陳政高（-2014年4月）、夏徳仁（-2013年4月）、曽維（2015年7月-）、李希（2014年4月-2015年5月）、陳求發（苗族）（2015年5月-）
- 常務委員：王珉（-2015年5月）、陳政高（-2014年4月）、夏徳仁（-2013年4月）、許衛国（-2015年7月）、王俊蓮（女）（-2014年9月）、曽維、唐軍、周忠軒（-2016年1月）、辛桂梓（-2016年10月）、張江（-2013年7月）、張林（-2015年1月）、趙国紅（女）（-2015年1月）、蘇宏章（-2016年4月）、陳超英（2012年12月-2014年8月）、范衛平（2013年8月-）、李希（2014年4月-）、林鐸（2014年8月-2016年3月）、譚作鈞（2015年1月-）、戴玉林（2015年1月-2016年12月）、王辺疆（2015年1月-）、陳求發（苗族）（2015年5月-）、陳小江（2016年5月-）、呉漢聖（2016年5月-）、李文章（2016年6月-）、王蒙徽（2016年8月-）、范繼英（女）（2016年10月-）、王正譜（2016年10月-）

第十二期省委（2016年12月23日至2021年12月18日）
- 書記：李希（-2017年10月）、陳求發（2017年10月-2020年8月）、張国清（2020年8月-）
- 副書記：陳求発（苗族、-2017年10月）、王蒙徽（-2017年6月）、唐一軍（2017年10月-2020年4月）、易煉紅（2018年5月-2018年8月）、周波（2019年2月-2021年1月）劉寧（2020年6月-2021年10月）、李楽成（2021年10月-）、胡玉亭（2021年10月-）
- 常務委員：李希（-2017年10月）、陳求発（苗族、-2020年8月）、王蒙徽（-2017年6月）、唐軍（-2017年2月）、陳小江（-2017年4月）、譚作鈞（-2021年6月）、李文章（-2019年1月）、范衛平（-2018年5月）、范継英、呉漢聖（-2017年3月）、王正譜（-2018年8月）、関志鷗（-2018年3月）、張雷（2017年3月-2021年10月）、劉煥鑫（2017年3月-2020年1月）、廖建宇（2017年6月-2021年11月）、易煉紅（2017年7月-2018年8月）、唐一軍（2017年10月-2020年4月）、王辺疆（2018年1月-2020年1月）、張福海（2018年5月-2020年5月）、陸治原（2018年9月-2021年9月）、周波（2019年2月-2021年1月）、陳向群（2019年2月-）、于天敏（2019年3月-）、張聯義（2020年1月-2021年6月）、劉寧（2020年6月-2021年10月）、張国清（2020年8月-）、王健（2020年9月-）、劉慧晏（2020年11月-）、梁平（2021年6月-）、胡玉亭（2021年6月-）、李楽成（2021年10月-）、熊茂平（2021年10月-）、王新偉（2021年10月-）、劉奇凡（2021年11月-）

第十三期省委（2021年12月18日至今）
- 書記：張国清（-2022年11月）、郝鵬（2022年11月-）
- 副書記：李楽成、胡玉亭（-2023年4月）、王新偉（2024年3月）
- 常務委員：張国清（-2022年11月）、李楽成、胡玉亭（-2023年4月）、劉慧晏、劉奇凡（-2023年12月）、于天敏（-2024年2月)、王新偉、王健、熊茂平、梁平、張立林（土家族）、張成中（-2023年7月）、胡立傑（女）（-2024年2月）、郝鵬（2022年11月-）、蔣天宝（2023年6月-）、姜有為（2023年9月-）、霍歩剛（2024年2月-)、李猛 （2024年3月-)、隋青（女、蒙古族）（2024年4月-）、靳国衛（2024年9月-）